# Отношения между Казахстан и САЩ
Отношенията между Казахстан и САЩ съществуват от декември 1991 г., след като САЩ стават първата държава, признала независиостта на Казахстан.

## Отношения Казахстан – САЩ
Официални отношения между двете страни са установени на 26 декември 1991 г., които са резултат от признаването на Казахстан за суверенна държава през 1991 година. След разпадането на Съветския съюз Съединените Американски щати стават първата държава, която признава независимостта на Казахстан. САЩ открива посолство в Алмати януари 1992, което е преместено в Астана 2006. От 2009 в Алмати има и Генерално Консулство. Посолството на Казахстан в Вашингтон е отворено през октомври 1992 година.

## Ядрено разоръжаване
По време на Студента война Казахстан е нацията, която притежава 4 по големина ядрен капацитет.
Най-големият полигон, на който са извършвани тестове с ядрени бомби на СССР се намира на територията на страната (Семипалатинск).
През 1993 затваря тестовия център Семиплатинск и се отказва от ядрените си оръжия. САЩ подпомага Казахстан в премахването на ядрените глави и ядрените отпадъци, както и в заличаването на инфраструктурата. През 1994 страната транспортира повече от половин тон обогатен уран в САЩ. През 1995 премахва последните си ядрени оръжия. С помощта на САЩ се запушват 181 тестови тунела на полигона в Семипалатинск. След 2000 година се затварят още 40 такива тунела. През 1992, 1993 Казахстан подписва Европейски договор за конвенционалните въоръжени сили, договорът за Стратегическо намаляване на оръжия (СТАРТ) и Договора за неразпространение на ядрените оръжия. САЩ използва 240 милиона долара за подпомагане на Казахстан в елиминирането на за оръжия за масово унищожение и инфраструктура съгласно програмата Нън-Лугар за съвместно премахване на оръжия за масово унищожение.
Съвместната работа на двете страни в сферата на ядреното разоръжаване е една от най-важните теми в билатералните отношения помежду им.

## Икономически отношения
Казахстан е на 78 място като търговски партньор на САЩ. През 2011 общия търговски обмен е изчислен ан 2.5 милиарда долара. Директни външни инвестиции, идващи от Вашингтон към Астана са главно в сферите на производството на петрол и природен газ, телекомуникациите и енергийния сектор. От 1994, 1996 съществуват двустранни данъчни и инвестиционни договори.

## Политически отношения
Веднага след терористичната атака в Ню Йорк през 2001 Казахстан заявява подкрепата си в борбата на САЩ срещу тероризма. Над 800 американски военни полета са разрешени над въздушното пространство на Казахстан. Казахстан има важно гео-стратегическо място в политиката срещу тероризма на САЩ. Държавата се намира в близост до Афганистан, където САЩ започват война 2001 г. Страната получава финансова подкрепа за развитие на военните мощности, модернизация и обучение на армията. Казахстан си взаимодейства активно със структурите за сигурност на НАТО, за провеждане на анти-терористични операции.

## Бележи
1. ↑  www.state.gov
2. ↑  kazakhworld.com[неработеща препратка]
3. ↑  history.state.gov
4. ↑  www.state.gov
5. ↑  www.kazakhembus.com //    Архивиран от оригинала на 2013-08-08. Посетен на 2013-02-18.
6. ↑  www.state.gov
7. ↑  kazakhworld.com[неработеща препратка]
8. ↑  www.state.gov